# Epeorus hesperus
Epeorus hesperus är en dagsländeart som först beskrevs av Banks 1924.  Epeorus hesperus ingår i släktet Epeorus och familjen forsdagsländor. Inga underarter finns listade i Catalogue of Life.